# Primoriaal
In de wiskunde, speciaal in de getaltheorie is de primoriaal van een natuurlijk getal {\displaystyle n>1}, genoteerd als {\displaystyle n\#}, het product van alle priemgetallen kleiner dan of gelijk aan {\displaystyle n}. De naam wordt toegeschreven aan Harvey Dubner. Zo is de primoriaal van 7, gelijk aan 210, want: 7# = 2 × 3 × 5 × 7 = 210, namelijk het product van de priemgetallen kleiner dan of gelijk aan 7. Omdat de primoriaal van een niet-priemgetal gelijk is aan de primoriaal van het kleinere dichtstbijgelegen priemgetal, spreekt men wel over een primoriaal zonder meer als het product van de eerste priemgetallen tot en met een zeker priemgetal. De eerste primorialen zijn:
2, 6, 30, 210, 2310, 30030, 510510, 9699690, 223092870, 6469693230, 200560490130, 7420738134810, 304250263527210, 13082761331670030, 614889782588491410.
De grootte van opeenvolgende primorialen neemt snel toe.
Het product van priemgetallen komt voor in het bewijs van de stelling van Euclides dat er oneindig veel priemgetallen zijn. Het wordt toegepast om aan te tonen dat er geen grootste, dus eindig, priemgetal kan zijn.
Primorialen spelen een rol in de zoektocht naar opeenvolgende priemgetallen in rekenkundige rijen. Zo is het getal 2236133941 + 23# een priemgetal dat het begin is van een rekenkundige rij met verschil 23# waarvan de eerste dertien termen priemgetallen zijn. Overigens is de primoriaal 23# ook het verschil in rekenkundige rijen met vijftien en zestien opeenvolgende priemgetallen.
Ieder hogelijk samengestelde getal is een product van primorialen, bijvoorbeeld 360 = 2 × 6 × 30.
Een priemgetal {\displaystyle p} van de vorm
{\displaystyle p=P\pm 1}
waarin {\displaystyle P} een primoriaal is, wordt een primoriaal priemgetal genoemd.

## Tabel van primorialen
| p  | p# , met p een priemgetal             |
| -- | ------------------------------------- |
| 2  | 2                                     |
| 3  | 6                                     |
| 5  | 30                                    |
| 7  | 210                                   |
| 11 | 2310                                  |
| 13 | 30030                                 |
| 17 | 510510                                |
| 19 | 9699690                               |
| 23 | 223092870                             |
| 29 | 6469693230                            |
| 31 | 200560490130                          |
| 37 | 7420738134810                         |
| 41 | 304250263527210                       |
| 43 | 13082761331670030                     |
| 47 | 614889782588491410                    |
| 53 | 32589158477190044730                  |
| 59 | 1922760350154212639070                |
| 61 | 117288381359406970983270              |
| 67 | 7858321551080267055879090             |
| 71 | 557940830126698960967415390           |
| 73 | 40729680599249024150621323470         |
| 79 | 3217644767340672907899084554130       |
| 83 | 267064515689275851355624017992790     |
| 89 | 23768741896345550770650537601358310   |
| 97 | 2305567963945518424753102147331756070 |